# United States Air Force Academy
De United States Air Force Academy, afgekort USAFA, Nederlands: "Luchtmachtacademie van de Verenigde Staten", is een Amerikaanse militaire academie gevestigd nabij Colorado Springs in Colorado. De academie werd opgericht in 1954. Net als de United States Naval Academy Annapolis van de marine en de United States Military Academy West Point van de landmacht, staat de opleiding in de Verenigde Staten hoog aangeschreven.
De USAFA verzorgt voor de opleiding van officieren van de Amerikaanse luchtmacht. Om te worden toegelaten moeten kandidaten:
- Staatsburger zijn van de Verenigde Staten
- Ongehuwd zijn
- Geen strafblad hebben
- Minimaal 17, maar jonger dan 23 jaar zijn
- Highschooldiploma met hoge cijfers behaald hebben
- Slagen voor zware fysieke, psychologische en medische tests
- Genomineerd worden, gewoonlijk door een lid van het Amerikaans Congres (lid van Senaat of het Huis van Afgevaardigden). Elk congreslid alsook de vicepresident kunnen vijf personen nomineren. Om een nominatie te verkrijgen is de politieke voorkeur van de kandidaten niet van belang, en hoeven kandidaten hun senator of vertegenwoordiger niet te kennen. Extra nominaties zijn beschikbaar voor kinderen van beroepsmilitairen, kinderen van gehandicapte veteranen of gesneuvelde militairen en kinderen van ontvangers van de Medal of Honor. De toelatingsprocedure is lang en aanvragers beginnen meestal met het papierwerk tijdens hun eerste jaar van de highschool.

## Geschiedenis

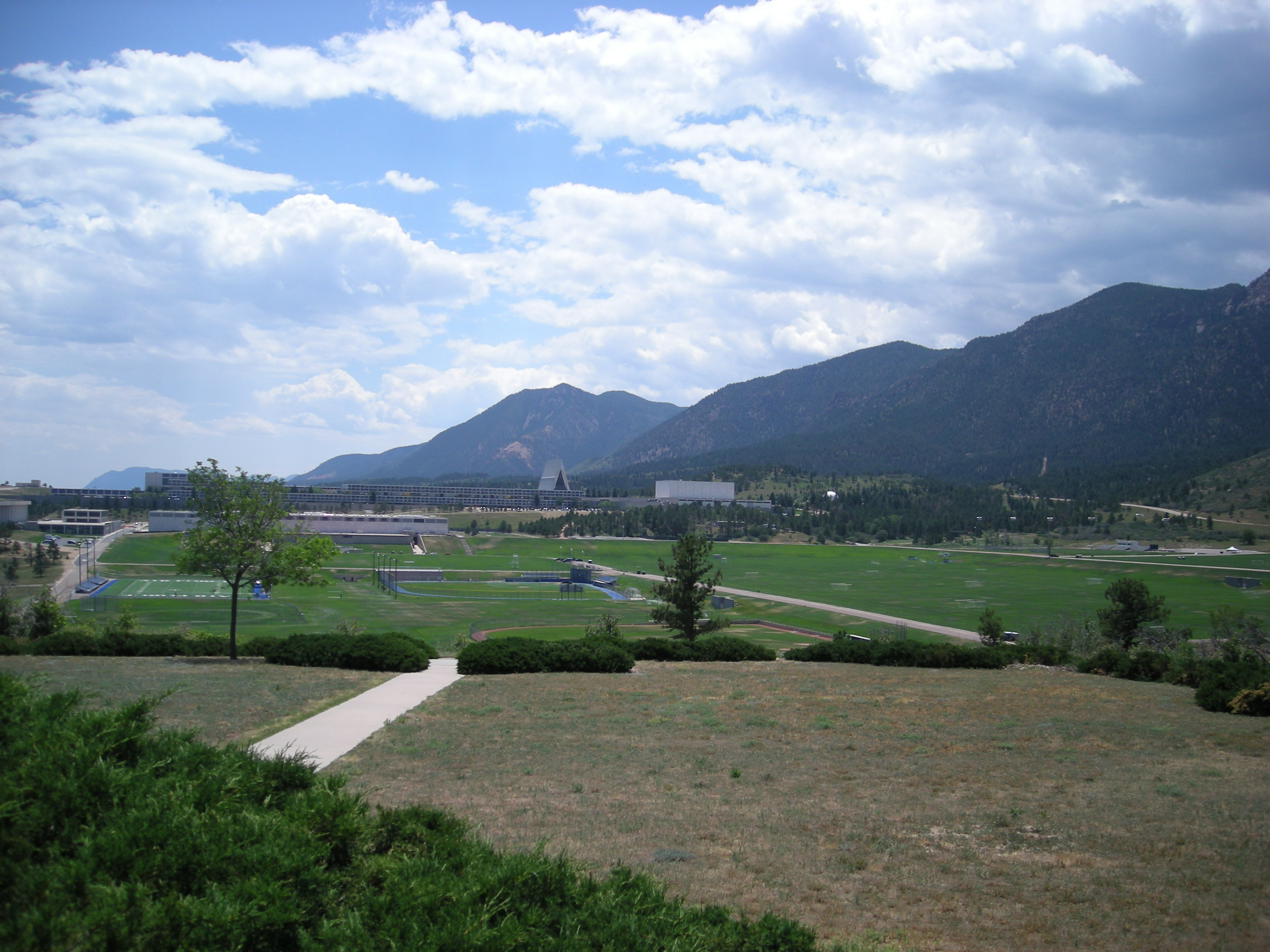
USAFA-Campus im August 2007

Reeds aan het begin van de Amerikaanse militaire luchtvaart ijverden pioniers zoals brigadegeneraal William ‘Billy’ Mitchell (1879-1936) voor de oprichting van een luchtmachtacademie, maar de United States Army, waaronder de luchtmacht viel, vond dit niet nodig. Toen de United States Army Air Forces in 1947 werden afgesplitst van de United States Army onder de naam "United States Air Force" ontstond er behoefte aan gekwalificeerde luchtmachtofficieren. In de zomer van 1950 werd vastgesteld dat de behoefte van de luchtmacht aan gekwalificeerde leidinggevenden niet kon worden ingevuld door de andere krijgsmachtdelen, en werd aanbevolen om een opleidingsinstituut voor de luchtmacht op te richten. Op 1 mei 1954 ondertekende president Eisenhower de Air Force Academy Act, waarmee het Congress de oprichting van een Air Force Academy goedkeurde. Luitenant-generaal b.d. Hubert R. Harmon (1892-1957), die zich bijzonder had ingezet voor de oprichting van de academie, werd op 14 augustus 1954 tot eerste directeur benoemd..
Tijdens een ceremonie op 29 augustus 1958 betrokken 1145 cadetten het nieuwe complex van de academie. Het aantal studenten steeg tot een maximum van bijna 4.400 in 1964. Daarna lag het steeds rond de 4.000.
De eerste vrouwen startten in 1976 aan de academie en studeerden in 1980 af.
Op 1 april 2004 kreeg de campus (‘cadet area’) op het terrein van de academie de status van National Historic Landmark en werd het opgenomen in het National Register of Historic Places onder de aanduiding "United States Air Force Academy, Cadet Area".

## Curriculum

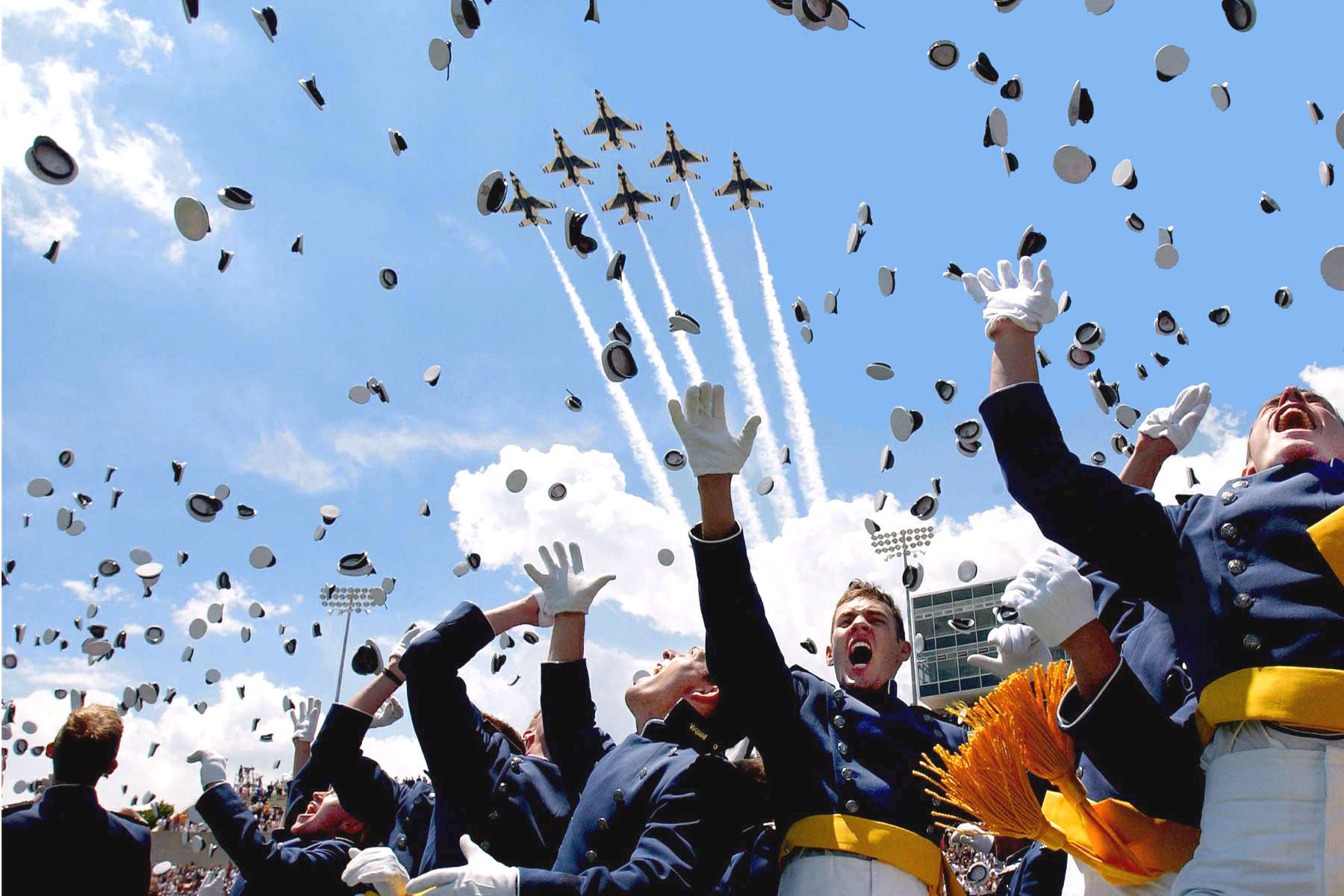
Graduierungsfeier

De USAFA kent de volgende faculteiten:
- Basic Sciences (Natuurwetenschap)
  - Biology (Biologie)
  - Chemistry (Chemie)
  - Mathematical Sciences (Wiskunde)
  - Physics (Natuurkunde)
- Engineering (Techniek)
  - Aeronautics (Luchtvaart)
  - Astronautics (Ruimtevaart)
  - Civil & Environmental Engineering (Civiele techniek en milieutechniek)
  - Computer & Cyber Sciences (Computerwetenschap)
  - Electrical & Computer Engineering (Elektro- en Computertechniek)
  - Mechanical Engineering (Werktuigbouwkunde)
  - Systems Engineering (Systeemkunde)
- Humanities (Geesteswetenschappen)
  - English & Fine Arts (Engels en Schone kunsten)
  - Foreign Languages & International Programs (Vreemde talen en internationale programma's)
  - History (Geschiedenis)
  - Philosophy (Filosofie)
- Social Sciences (Sociale Wetenschappen)
  - Behavioral Sciences & Leadership (Gedragswetenschappen en Leiderschapsstudie)
  - Economics & Geosciences (Economie en Aardwetenschappen)
  - Law (Rechtswetenschap)
  - Management (Bedrijfskunde)
  - Military & Strategic Studies (Krijgswetenschap en Strategische studies)
  - Political Science (Politicologie)

Er zijn 32 major-studies en 9 minor-studies.. De studie duurt vier jaar en geslaagden verkrijgen de titel Bachelor of Science en een aanstelling als officier met de rang van tweede luitenant bij de United States Air Force. Een klein deel van de geslaagden wordt aangesteld binnen een ander krijgsmachtdeel of ontvangt alleen een diploma maar kan om medische redenen niet (meer) aangesteld worden als officier.

## Toerisme

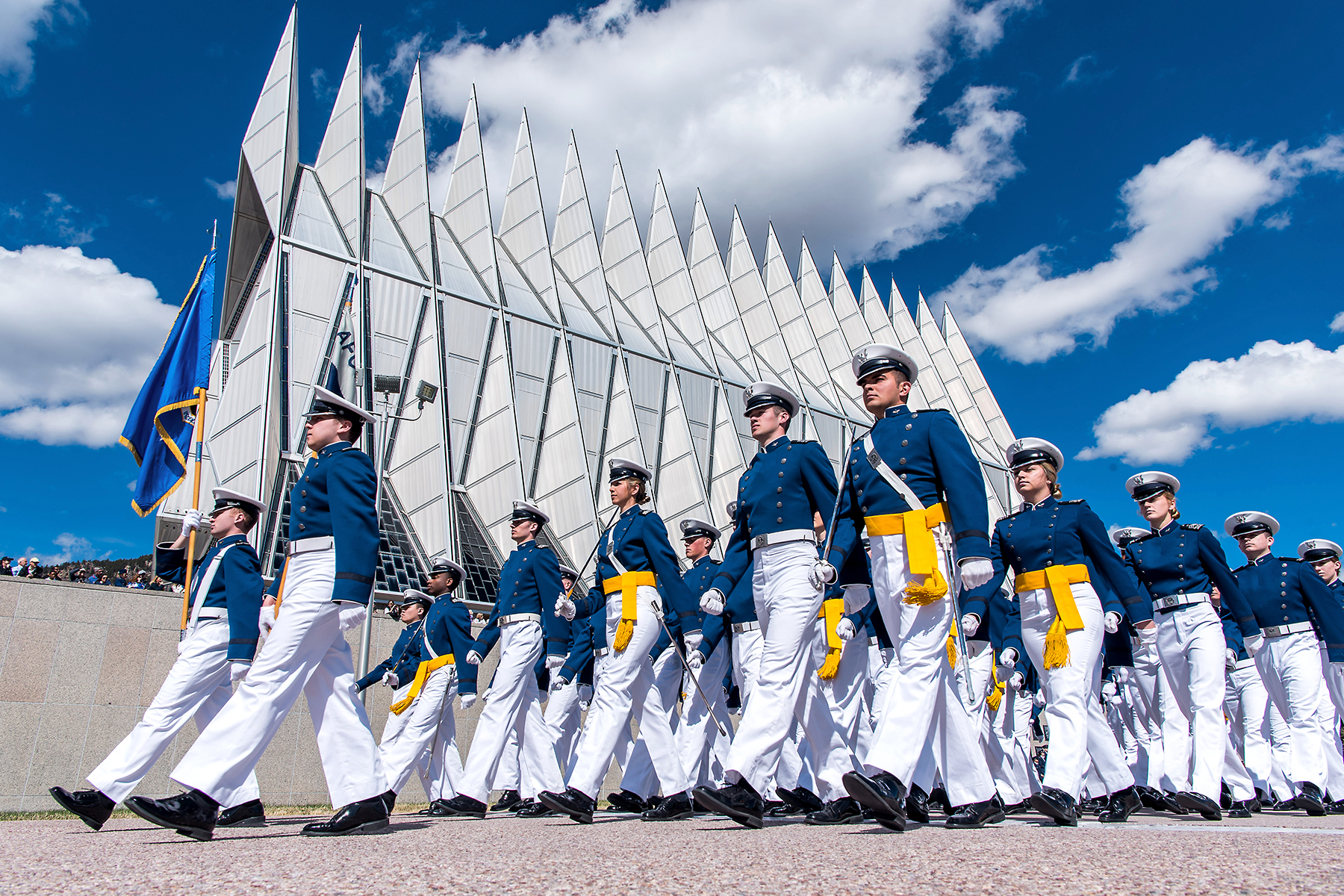
Cadetten marcheren langs de Air Force Academy Cadet Chapel in 2019

Het terrein van de USAFA heeft een oppervlakte van 73 km2 en ligt bij de Rocky Mountains, op een hoogte van 2212 m.
Elk jaar bezoeken ongeveer 1,5 miljoen toeristen de academie, waardoor het een van de meest populaire toeristische attracties in Colorado is. Er is een bezoekerscentrum waar men souvenirs kan kopen en meer te weten kan komen over de geschiedenis van de USAFA. Er worden rondleidingen voor bezoekers verzorgd. Populaire toeristische attracties zijn een B-52 Stratofortress bommenwerper, een planetarium, het stadion van de Falcons en een middagparade (Noon Meal Formation).
Het meest opvallende gebouw op het terrein is waarschijnlijk de oecumenische Air Force Academy Cadet Chapel met zijn 17 aluminium pieken. Het bevat aparte ruimtes voor verschillende religies. Een protestantse kapel bevindt zich op de bovenverdieping, terwijl er boeddhistische, islamitische, joodse en katholieke gebedsruimtes zijn op de benedenverdieping.
De belangrijkste gebouwen zijn:
- Kadettenkapel
- Fairchild Hal
- Vandenberg Hal
- Sijan Hal
- Mitchell Hal
- Arnold Hal
- Harmon Hal
- Het Kadettengymnasium
- Het Kadettenstadion
- Het Oorlogsmonument
- De Erecodemuur
- De Klassenmuur
- De Gevechtsheuvel
- Het Arendstandbeeld
- De Schoolbegraafplaats
- Doolittle Hal
- De Luchthaven

## Sport

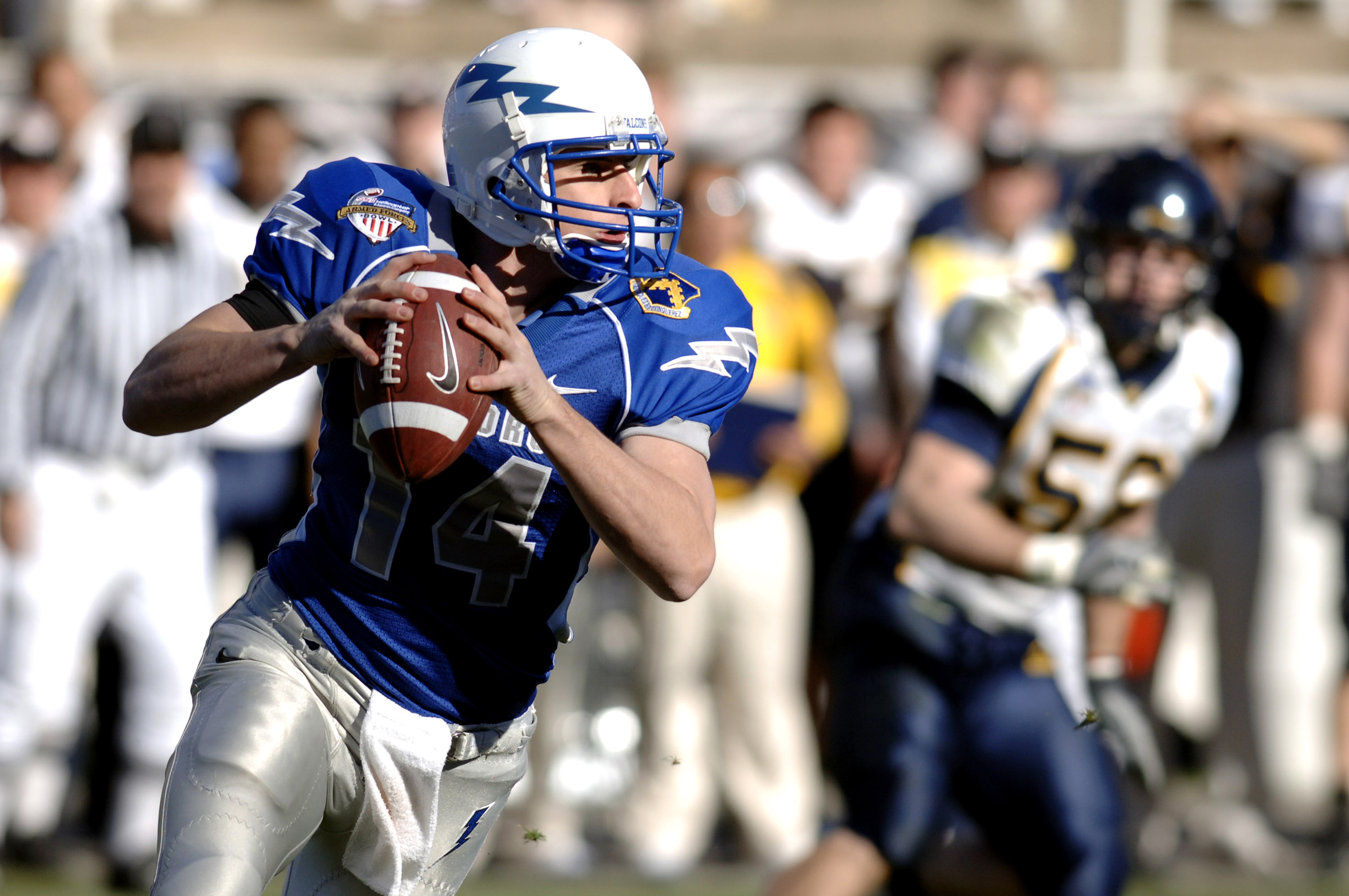
Quarterback Shea Smith tijdens een Americanfootballwedstrijd

De ASAFA heeft een eigen sportteams die onder de naam Air Force Falcons deelnemen aan wedstrijden in de Mountain West Conference tegen teams van andere Amerikaanse universiteiten. Er wordt deelgenomen aan de volgende sporten:
- American football
- Atletiek
- Basketbal
- Boksen
- Golf
- Gymnastiek en turnen
- Handbal
- Honkbal
- IJshockey
- Lacrosse
- Rugby
- Schermen
- Schietsport
- Schoonspringen
- Tennis
- Veldlopen
- Voetbal
- Volleybal
- Waterpolo
- Worstelen
- Zwemmen

### Religieus klimaat

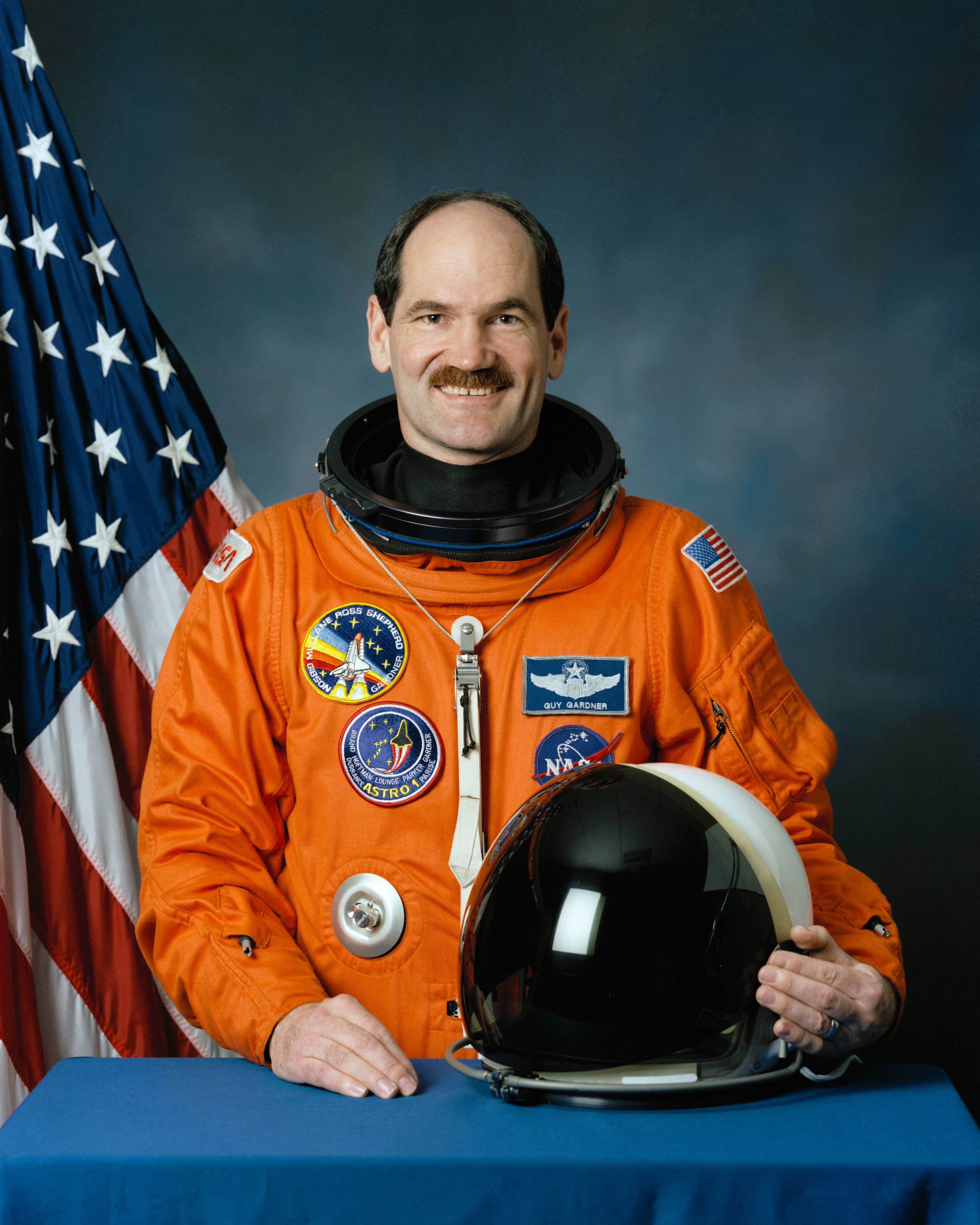
Guy Gardner, astronaut

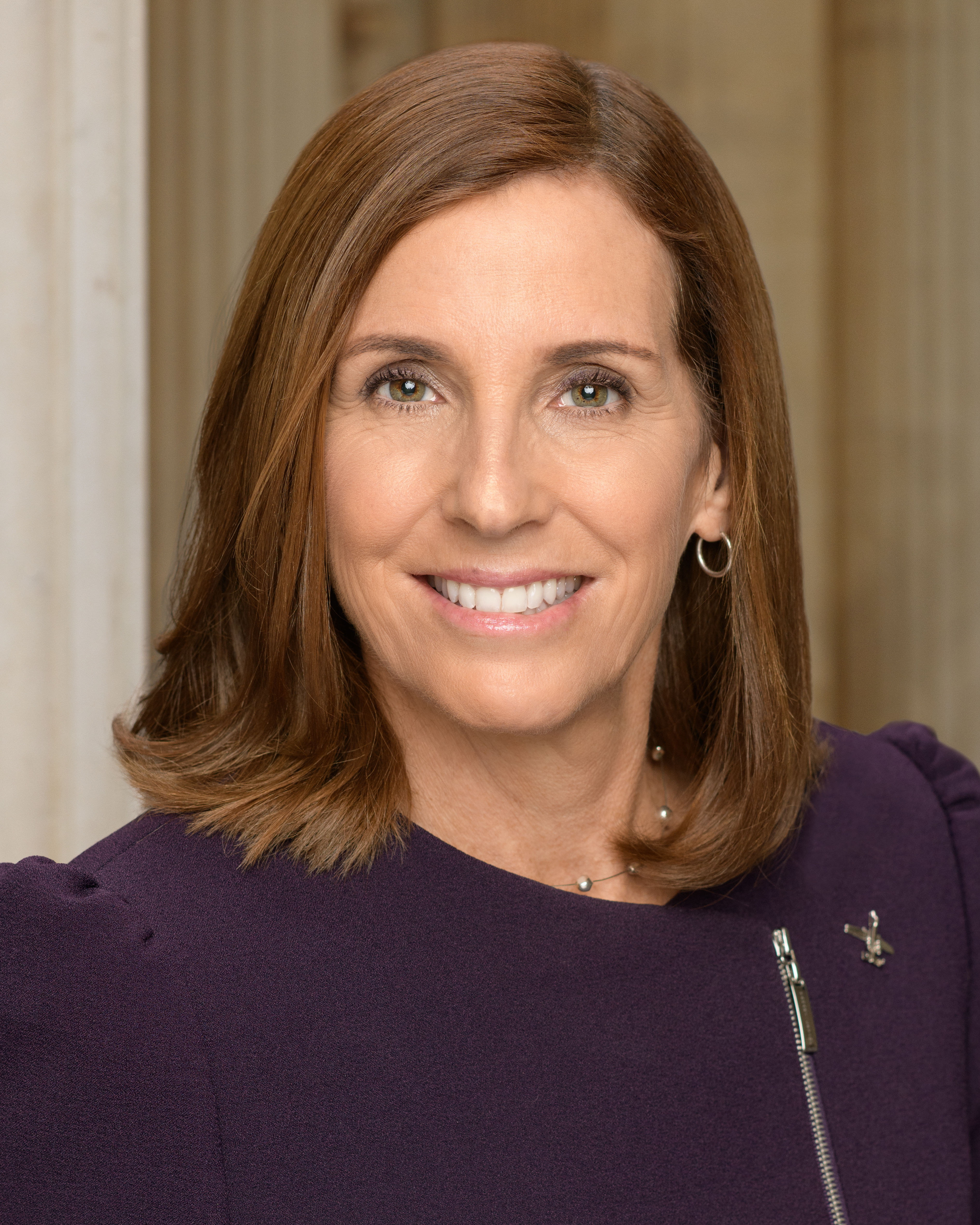
Martha McSally, senator (r)